# Guaraguaos Alto
Guaraguaos Alto es un caserío peruano ubicado en el distrito de Tambogrande, perteneciente a la provincia y departamento de Piura, al norte del Perú. 

## Ubicación
Guaraguaos Alto se ubica al noreste de la provincia de Piura, en el distrito de Tambogrande, en el departamento de Piura.

## Demografía
En 2017 Guaraguaos Alto tenía una población de 725 habitantes.
| Gráfica de evolución demográfica de Guaraguaos Alto entre 1993 y 2017 |
|                                                                       |
| Fuentes: Población 1993 y 2017                                        |